# Manny Ayulo
Manuel “Manny” Ayulo (Burbank, Californië, 20 oktober 1921 - Indianapolis, Indiana, 16 mei 1955) was een Amerikaans Formule 1-coureur. Hij reed 4 races in deze klasse; de Indianapolis 500 tussen 1951 en 1954. Hij was in 1951 de jongste coureur die op het podium kwam in de Formule 1. Hij verongelukte bij de kwalificatie van de Indianapolis 500 van 1955.